# Syndicalisatiegraad
De syndicalisatiegraad is het aandeel werknemers aangesloten bij een vakbond. In landen, sectoren en bedrijven met een hoge syndicalisatiegraad hebben de werknemers en hun vakbond een grotere onderhandelingsmacht, wat leidt tot hogere lonen en betere werkomstandigheden.
De landen met de hoogste syndicalisatiegraad zijn Finland (80,8% in 2013), IJsland (79%), Zweden (~70%), Denemarken (67,3% in 2018) en België (53% in 2016). In deze landen zijn vakbonden verantwoordelijk voor de uitbetaling van werkloosheidsuitkeringen (het zogenaamde Gents systeem), wat een positieve impact heeft op de syndicalisatiegraad.
Sinds eind 20e eeuw daalt het aandeel gesyndicaliseerde werknemers in de meeste ontwikkelde landen, ten dele door de teloorgang van banen in de industrie (waar vakbonden traditioneel sterk staan), ten dele door antisyndicalistische wetgeving, zoals de right to work-wetgeving in de Verenigde Staten. Lagere syndicalisatie wordt gelinkt aan stijgende inkomensongelijkheid.